# Eric Stonestreet
Eric Allen Stonestreet (født 9. september 1971) er en amerikansk skuespiller og komiker. Han er bedst kendt for at have spillet Cameron Tucker i ABC' mockumentary sitcom Modern Family, for hvilken rolle gav ham to Emmy Awards i kategorien "Bedste birolle i en komedieserie" ud af tre nomineringer.
Stonestreet blev først bemærket i hans tilbagevendende rolle på CSI: Crime Scene Investigation. Han har optrådt i film og tv-film, herunder Bad Teacher (2011), Identity Thief (2013), The Loft (2013) og Confirmation (2016). Han lægger også stemme til Duke i den engelsksprogede udgave af The Secret Life of Pets-filmserien (2016, 2019).

## Opvækst
Stonestreet blev født i Kansas City, Kansas, som søn af Jamey Anne (født Ball), lærerassistent, og Vincent Anthony "Vince" Stonestreet, der ejede en detailhandel. 
Gennem sin barndom ville han gerne være en klovn, når han blev voksen.  Som barn skabte han klovnefiguren Fizbo og optrådte som 11-årig ved børnefødselsdage; Stonestreet sagde i 2012, "Jeg ved ikke, hvor navnet Fizbo kom fra. Jeg husker, at det var det, min far kaldte mig en dag, og det var det navn, jeg skrev på mine visitkort."  Navnet Fizbo blev brugt til en klovnefigur, han periodisk spillede i Modern Family .
Stonestreet dimitterede fra Piper High School og Kansas State University, hvor han var medlem af Pi Kappa Alpha-broderskabet,  og afsluttede universitetet med en grad i sociologi i 1996.
Mens han gik på KSU, var han med i skuespilsforeningen, og havde sin første optræden i Prelude to a Kiss, som han gik til audition på pga et væddemål og fik stykkets mindste rolle. Han spillede også med i All My Sons og Twelfth Night.  Han fortsatte herfra med at studere improvisation på ImprovOlympic og The Second City Training Center i Chicago og flyttede til Los Angeles for at forfølge sin professionelle skuespillerkarriere. 

## Karriere
Stonestreet spillede Cameron Tucker i ABC's Modern Family som kørte fra 2009-2020.  Han er også kendt for sin rolle som Ronnie Liter på CSI: Crime Scene Investigation. Han medvirkede også i tv-serier, såsom Dharma & Greg, ER, Malcolm in the Middle, The Mentalist, NCIS, Nip/Tuck, Party of Five, Spin City, The West Wing, Pushing Daisies, Greg the Bunny, Providence, Close to Home, Crossing Jordan, Bones, Monk og American Horror Story. Tidligt i sin karriere medvirkede Stonestreet i Northwestern Universitys kommercielle fodbold-tv-kampagne fra 1996 som "purple pride guy". 
Han fik sin filmdebut i Almost Famous, som receptionisten Sheldon. Han spillede også Dr. Benson i Girls Will Be Girls, Ed the Trucker in The Island og Courtney nabo i Ninja Cheerleaders . I 2007 medvirkede Stonestreet i kortfilmen "Vinny's Vault", der blev produceret under reality-programmet On the Lot . Han optrådte også i filmene Identity Thief som Big Chuck og Bad Teacher som Kirk.
For sin rolle som Cameron på Modern Family, modtog Stonestreet tre på hinanden følgende Primetime Emmy Award-nomineringer for fremragende birolle i en komedieserie (2010, 2011 og 2012), og vandt prisen i 2010 og 2012. Han modtog også tre Golden Globe Award-nomineringer (2010, 2011 og 2013) for sin rolle i serien.
I 2013 optrådte han i en række reklamer for den australske detailbutik Big W.  I efteråret samme år spillede Stonestreet "Fan Coach" i AT&T "Be A Fan" -serien, der kørte under collegefodboldsæsonen, udover at optræde som sig selv i en MasterCard/Stand Up 2 Cancer-reklame.  I 2014 optrådte han i "Weird Al" Yankovics musikvideo til "Tacky", en parodi på Pharrells "Happy". Samme år medvirkede han også i genindspilningen af den belgiske thriller The Loft.   Han har også regelmæssige optrædner på scenen på IO West Improv Theatre i Los Angeles. 
I 2017 begyndte Stonestreet som vært på ABC' realityserien The Toy Box. 
I 2020 optrådte Stonestreet som gæstedommer ved auditionoptagelserne til den 15. sæson af America's Got Talent, i stedet for Heidi Klum.  Samme år optrådte han i musikvideoen til Ariana Grande og Justin Biebers sang " Stuck with U ". 

## Privatliv
I juni 2016 begyndte Stonestreet at date den pædiatriske sygeplejerske Lindsay Schweitzer, som han mødte under velgørenhedsarrangementet Big Slick i Kansas City.  Den 22. august 2021 blev parret forlovet. 
Stonestreet er heteroseksuel og har muntert betegnet sig selv som "åben hetero".  Hans Modern Family-medstjerne, Jesse Tyler Ferguson, der spiller Stonestreets karakters mand Mitchell Pritchett, og som er homoseksuel i virkeligheden, kaldte for sjov Stonestreet for "gay-for-pay".   Stonestreet er fortaler for LGBT-samfundet og han nægtede at blive fotograferet sammen med Rick Santorum, en modstander af samme køns-ægteskaber  og en mangeårig modstander af LGBTQ+-ligestilling.
Stonestreet nyder at deltage i sportsbegivenheder og støttter højlydt sine hjembyhold (herunder Kansas City Chiefs  ), og har kørt tempobilen ved flere NASCAR -begivenheder.  Han ser fortsat ofte fodboldkampe på sin alma mater og forbliver aktiv i flere organisationer på skolen.  I 2019 blev det annonceret, at Stonestreet var en del af den nye ejerskabsgruppe for Kansas City Royals; Royals-legenden George Brett var engang en gæstestjerne i et afsnit af niende sæson af Modern Family, hvor hans Cameron-karakter betragtede Brett som sin yndlings baseballspiller. 

## Filmografi

### Film
| År   | Titel                     | Rolle                  | Noter                     |
| ---- | ------------------------- | ---------------------- | ------------------------- |
| 2000 | Almost Famous             | Receptionisten Sheldon |                           |
| 2003 | F.A.T.                    | Ranger                 |                           |
| 2003 | Girls Will Be Girls       | Dr. Benson             |                           |
| 2003 | Street of Pain            | Floyd                  | Kortfilm                  |
| 2004 | Straight-Jacket           | Arbejdsorganisator     |                           |
| 2004 | Knuckle Sandwich          | Bill                   |                           |
| 2005 | Saddam 17                 | The Clerk              | Kortfilm                  |
| 2005 | The Island                | Ed the Trucker         |                           |
| 2007 | The Drifter               | Bud                    | Kortfilm                  |
| 2007 | Stories USA               | Floyd                  | Segment: "Street of Pain" |
| 2008 | Ninja Cheerleaders        | Beergut                |                           |
| 2008 | American Crude            | Phil                   |                           |
| 2010 | Father vs. Son            | Doug                   |                           |
| 2011 | Bad Teacher               | Kirk                   |                           |
| 2013 | Identity Thief            | Big Chuck              |                           |
| 2014 | The Loft                  | Marty Landry           |                           |
| 2016 | The Secret Life of Pets   | Duke (stemme)          |                           |
| 2019 | The Secret Life of Pets 2 | Duke (stemme)          |                           |

### Tv
| År        | Titel                                  | Rolle                   | Noter |
| --------- | -------------------------------------- | ----------------------- | --- |
| 1999      | Dharma & Greg                          | Chester                 | Afsnit: "See Dharma Run" |
| 2000      | I've Got a Secret                      | Sig selv                | Ukendt antal afsnit |
| 2000      | Malcolm in the Middle                  | Phil                    | Afsnit: "Malcolm Babysits" |
| 2000      | Party of Five                          | Irv                     | 2 afsnit |
| 2000      | Spin City                              | The Dentist             | Afsnit: "Smile" |
| 2000      | ER                                     | Willie                  | Afsnit: "Mars Attacks" |
| 2001      | The West Wing                          | Arbejder #1             | Afsnit: "Bad Moon Rising" |
| 2002      | Greg the Bunny                         | Wilson (ukrediteret)    | Afsnit: "Welcome to Sweetknuckle Junction" |
| 2002      | Providence                             | Ted Stout               | Afsnit: "Eye of the Storm" |
| 2001–2005 | CSI: Crime Scene Investigation         | Ronnie Litre            | 12 afsnit |
| 2005      | Close to Home                          | Andrew Morgan           | Afsnit: "Under Threat" |
| 2006      | 13 Graves                              | Andrew Schoch           | Tv-film |
| 2007      | Crossing Jordan                        | Steve Anderman          | Afsnit: "D.O.A." |
| 2007      | Bones                                  | D.C. Cop                | 2 afsnit |
| 2007      | On the Lot                             | Skuespiller             | 2 afsnit |
| 2007      | American Dad!                          | Brett                   | Afsnit: "Dope & Faith" |
| 2008      | The Mentalist                          | Malcom Boatwright       | Afsnit: "Red Hair and Silver Tape" |
| 2008      | Pushing Daisies                        | Leo Burns               | Afsnit: "Comfort Food" |
| 2008      | NCIS                                   | Harvey Ames             | Afsnit: "Silent Night" |
| 2009      | This Might Hurt                        | Brad Maynard            | Tv-film |
| 2009      | Monk                                   | Boom Boom               | Afsnit: "Mr. Monk and the UFO" |
| 2009      | Scare Tactics                          | Eric the Paranormal Guy | Afsnit: "28 Minutes Later" |
| 2009      | Nip/Tuck                               | Wesley Clovis           | Afsnit: "Wesley Clovis" |
| 2009–2020 | Modern Family                          | Cameron Tucker          | Fast rolle Primetime Emmy Award for Outstanding Supporting Actor in a Comedy Series (2010, 2012) Screen Actors Guild Award for Outstanding Performance by an Ensemble in a Comedy Series (2011–14) Nomineret—Critics' Choice Television Award for Best Supporting Actor in a Comedy Series Nomineret—Golden Globe Award for Best Supporting Actor – Series, Miniseries or Television Film (2011–13) Nomineret—Primetime Emmy Award for Outstanding Supporting Actor in a Comedy Series Nomineret—Screen Actors Guild Award for Outstanding Performance by a Male Actor in a Comedy Series (2012–13, 2015) Nomineret—Screen Actors Guild Award for Outstanding Performance by an Ensemble in a Comedy Series (2010, 2015) Nomineret—Teen Choice Award for Choice TV Comedy Actor Nomineret—Teen Choice Award for Choice TV Male Scene Stealer Nomineret—Television Critics Association Award for Individual Achievement in Comedy |
| 2010      | Good News Week                         | Sig selv                | Afsnit: "8.37" |
| 2011      | American Horror Story: Murder House    | Derrick                 | Afsnit: "Piggy Piggy" |
| 2013–2018 | Sofia the First                        | Minimus (stemme)        | 16 afsnit |
| 2014      | Sesame Street                          | Sig selv                | Afsnit: "Hansel & Gretel Playdate" |
| 2015      | Jeopardy!                              | Sig selv                | 2 Afsnit |
| 2016      | Blue Peter                             | Sig selv                | Afsnit: "4915" |
| 2016      | Confirmation                           | Kenneth Duberstein      | Television film |
| 2017      | The F Word                             | Sig selv                | "Episode Seven" |
| 2017      | The Toy Box                            | Sig selv (vært)         | 16 Afsnit |
| 2019      | What Just Happened??! with Fred Savage | Sig selv                | Afsnit: "Neighbor" |
| 2020      | America's Got Talent                   | Gæstedommer             | Sæson 15; vikar for Heidi Klum |
| 2020      | Who Wants to Be a Millionaire          | Sig selv (deltager)     | Afsnit: "In The Hot Seat: Eric Stonestreet and Will Forte" |
| 2021      | Madagascar: A Little Wild              | Harley Horns            | Afsnit: "A Roar Is Born" |

### Musikvideoer
| År   | Sang           | Artist(er)                     | Noter |
| ---- | -------------- | ------------------------------ | ----- |
| 2020 | "Stuck with U" | Ariana Grande og Justin Bieber | Cameo |

### Specials
| År   | Titel             | Rolle                                           | Noter |
| ---- | ----------------- | ----------------------------------------------- | ----- |
| 2013 | TSN: The Hangover | Nice Guy Actor Who Got Suckered Into This Movie | Cameo |